# Nanatsu no Taizai
Nanatsu no Taizai (七つの大罪, lit. Os Sete Pecados Capitais), também conhecido em Portugal como Os Sete Pecados Mortais, e no Brasil pelo título em língua inglesa The Seven Deadly Sins, é uma série de mangá escrita e ilustrada por Nakaba Suzuki. Foi serializada na revista Weekly Shōnen Magazine da Kodansha de outubro de 2012 até março de 2020, com os capítulos coletados em quarenta e um volumes de tankōbon. O mangá apresenta um cenário semelhante ao da Idade Média europeia, com um grupo principal de cavaleiros que representam os sete pecados capitais. Tendo como o principal personagem do mangá Meliodas (inspirado no rei Meliodas das lendas arturianas), o líder dos Sete Pecados Capitais, carregando o título de Pecado da Ira do Dragão.
Em janeiro de 2015, o mangá Nanatsu no Taizai vendeu mais de dez milhões de cópias. O anime foi produzido pelo estúdio A-1 Pictures e foi transmitido no Japão na JNN e MBS entre 5 de outubro de 2014 até 29 de março de 2015. No Brasil o mangá é publicado pela Editora JBC desde março de 2015 em versão impressa, posteriormente, a JBC também iniciou a publicação do mangá em volumes no formato digital (e-books)  e em capítulos simultâneos com o Japão. Em setembro de 2015 o anime foi lançado no catálogo da Netflix no Brasil e em Portugal. O mangá é também conhecido como The Seven Deadly Sins nos países de lingua inglesa do ocidente.

## Enredo
Os Sete Pecados Capitais são um grupo de cavaleiros que vivem na região de Britânia (ブリタニア, Buritania), mas separaram-se, depois de serem acusados de tentar derrubar o Reino de Liones (リオネス王国, Rionesu Ōkoku). Sua suposta derrota chegou pelas mãos dos Cavaleiros Sagrados, mas os rumores de que eles ainda estavam vivos, persistiriram. Dez anos depois, os Cavaleiros Sagrados encenaram um golpe de Estado e capturaram o Rei, tornando-se os novos governantes tiranos do Reino. A terceira princesa, Elizabeth, começou uma jornada para encontrar os Sete Pecados Capitais, para conseguir sua ajuda e retomar novamente seu Reino.

## Personagens
Elizabeth Liones「エリザベス・リオネス」:
Terceira princesa do Reino de Liones, sendo a caçula dentre as irmãs Margaret e Verônica. Foi baseada na esposa de Meliodas nas lendas Arturianas. Elizabeth é uma educada e bela garota. Possui cabelos prateados e um corpo voluptuoso que se torna alvo da mão boba de Meliodas. Ela, em sua primeira de 106 vidas, era a filha da Suprema Divindade, que se apaixonou perdidamente por Meliodas e foi correspondida. Porém, os dois morreram em batalha, e ao tempo em que o rapaz foi amaldiçoado com a vida eterna, Elizabeth teve a sina de reencarnar pra sempre. Numa de suas reencarnações, sua alma pertencia a Liz. Sendo assim, por 3000 anos, ela e Meliodas foram e continuam sendo amantes amaldiçoados. Por mais que o tempo se tenha passado, Elizabeth mantém o poder imensurável das deusas, que recentemente foi melhor mostrado no mangá da obra.

### Os Sete Pecados Capitais
Meliodas (Ira)「メリオダス」:
O capitão dos Sete Pecados Capitais. O pecado capital da Ira do Dragão, e o pecado mais forte. Foi inspirado no Rei Meliodas na lendas arturianas. Foi famoso por ser o dono do bar Chapéu de Javali, conhecido por sua excelente bebida e horrível comida (cozida por Meliodas no começo e posteriormente por Ban). Apesar de parecer uma criança, é extremamente poderoso e muito mais velho do que parece já que tem mais de 3000 anos. Mesmo sendo conhecido como pecado da Ira, raramente fica bravo e é muito brincalhão, pervertido, confiante e gentil com aqueles com que se importa. Porém, faz parte do clã dos demônios, onde já foi: próximo rei demônio e líder dos Dez Mandamentos, sendo irmão de Estarossa e Zeldris (executor do rei demônio), sendo os dois dos dez mandamentos. Sem contar sua popularidade como o demônio amaldiçoado. O motivo de seu titulo como pecado da ira é que, por uma questão de raiva com o mandamento da abnegação substituto, Fraudrin, que matou sua amada Liz; ele destruiu a cidade de Danafall. O seu Tesouro Sagrado é a espada Lostvayne e seu poder mágico é chamado de "Full Counter".
Diane (Inveja)「ディアンヌ」:
O pecado capital da inveja da Serpente. Faz parte do clã de gigantes, possui um enorme poder físico e uma conexão profunda com a terra. Ela é confiante, pavio curto e fará qualquer coisa para proteger uma vida inocente. É apaixonada pelo Capitão, Meliodas, e sente ciúme de qualquer mulher que mostre interesse por ele. Torna-se a melhor amiga de Elizabeth, mas sente inveja da afeição do Capitão por Elizabeth em vez dela. Seu titulo de pecado da inveja vem pelo motivo de, por questão de inveja, matou a gigante Matrona, mas na verdade foi um grupo de bárbaros. Mais tarde (na segunda temporada), King transforma-se no grande amor da gigante, e esse também a ama reciprocamente, alem de protegê-la a todo custo.
Seu tesouro sagrado é Gideão [Gideon].
Ban (Ganância)「バン」:
O pecado capital da Ganância da Raposa. Também conhecido como Ban, o Imortal. É um homem alto, magro mas com músculos definidos graças ao seu poder de caçada da raposa. Ele é baseado no rei Ban nas lendas Arturianas, que é famoso por ser o pai de Lançarote. É agressivo em suas lutas, porém descontraído fora delas, além de ser um exímio cozinheiro e aparentar se preocupar apenas com Meliodas e com os outros pecados acima de seus próprios interesses, com exceção da sua amada Elaine, por quem faria qualquer coisa para tê-la em seus braços. Apesar de ser o pecado da ganância, ele tem um coração profundamente carinhoso e teme perder aqueles com quem se importa. Também aparenta ser masoquista (diante de sua imortalidade, a dor física parece não incomodá-lo) além de adorar desafios.
Seu tesouro sagrado é Courechouse e está perdido (roubado).
King/Harlequin (Preguiça)「キング/ 妖精王ハーレクイン」:
O pecado capital da preguiça do Urso. Seu verdadeiro nome é Harlequin e é o terceiro Rei das Fadas e protetor da Floresta das Fadas e da Fonte da Juventude em seu interior. King é gentil, empático, respeitoso, mas feroz quando necessário. King, assim como Meliodas, aparenta ser uma criança, porém essa é uma característica das fadas e não se sabe ao certo mas, as fadas assim como King, podem se transformar instantaneamente em um "humano mais adulto". Ele é "secretamente" apaixonado por Diane. O motivo de seu titulo de pecado da preguiça é pelo motivo que, por negligência, não impedira uma chacina de uma cidade perto dele, mas na verdade, só chegara atrasado, e isso também está atribuído ao fato de ele estar sempre dormindo no Chastiefol, seu tesouro sagrado, assim não evolui, sendo então, uma fada sem asas. Quando precisa defender a quem ama, King libera um poder incrível.
Seu tesouro sagrado é Chastiefol a configuração mais forte de seu tesouro é a 4° configuração.
Gowther (Luxúria)「ゴウセル」:
O pecado capital da Luxúria da Cabra. Ele é baseado no rei Sir Gowther nas lendas Arturianas que e famoso por ser irmão de Merlin. Não se sabe ao certo as origens de Gowther, mas é incapaz de ter sentimentos ou emoções, além de não entender muito sobre interações sociais, mas faz o seu melhor para tentar entendê-las, passando muito de seu tempo com leituras. É observador, indiferente e extremamente lógico. É conhecido por afirmar fatos observados ou óbvios sem considerar os sentimentos dos outros. Apesar de tudo, aparenta ser bastante fiel a seus amigos. Sem contar que é um dos antigos Dez Mandamentos, ainda mais, é apenas um fantoche criado por Gowther, um demônio banido pelo rei demônio. Seu titulo de pecado da luxuria vem pelo motivo de ser acusado de estuprar a irmã do rei de Liones e depois matá-la, mas eles eram amantes e ela havia uma doença cardíaca.
Seu tesouro sagrado é Herritt.
Merlin (Gula)「マーリン」:
O pecado capital da Gula do Javali. Merlin é conhecida como a maior feiticeira em toda a Britânia. Merlin aparenta ter um caráter lúdico. Ela gosta de zombar e de desafiar os outros e mostra-se bastante sábia em suas palavras. Merlin é uma mulher relativamente alta, com aparência "pecaminosa" e com uma personalidade sapiente. Merlin ao nascer, descobriu-se que ela possuía um poder imenso, o ''Infinity'', Por causa disso recebeu as bênçãos do Rei Demônio e da Divindade Suprema, eles concederam-lhe sabedoria sobre conhecimentos jamais descobertos pela humanidade e nenhuma outra raça, além de proteções divinas de qualquer mal. A personagem é baseada no feiticeiro Merlin nas lendas Arturianas. O titulo de pecado da gula é dado porque Merlin sempre quer ter mais e mais poder e conhecimento.
Seu tesouro sagrado é Aldan.
Escanor (Orgulho)「エスカノール」:
O pecado capital do Orgulho do Leão. Sua força e personalidade variam de acordo com a hora do dia, com o seu poder sendo imenso e sua personalidade arrogante e orgulhoso durante o dia, mas tornando-se frágil e submisso à noite. Recentemente, descobriu-se que Escanor possui a ''Graça'' (poder concedido pela Divindade Suprema aos Quatro Arcanjos) que era o poder do Irmão de Ludociel, ''Mael'', o arcanjo mais forte de todos, que fora morto na guerra santa por Estarossa, irmão de Meliodas, e tivera sua graça passada ao Escanor. Demonstra ter sentimentos por Merlin. Uma curiosidade é que Suzuki Nakaba (criador da obra) descreveu o poder de Escanor como imensurável no Fanbook número 2 (holy of sins, 2016). Escanor é o único personagem com o poder descrito de tal forma.
Seu tesouro sagrado é Rhitta.

### Rugido do Amanhecer
Grupo de mercenários conhecidos por sua implacabilidade para completar qualquer missão a que são atribuídos.
Slader「スレイダー」:
É o capitão do Rugido da Alvorada. Slader é um homem de cabelos compridos que lhe esconde rosto atrás de uma mascara de ferro e tem personalidade leal. Porta uma espécie de lâmina/serra.
Simon「サイモン」:
É um Cavaleiro Sagrado e membro do Rugido do Amanhecer. Simon possui cabelos prateados e uma armadura vermelha como vestimenta, sempre portanto uma cataná um tanto comprida.
Hugo「ヒューゴ」:
É um Cavaleiro Sagrado e membro do Rugido do Amanhecer.
Jillian「ジリアン」:
É uma Amazona Sagrado e membro do Rugido do Amanhecer.
Weinheidt「ワインハイト」:
É um Cavaleiro Sagrado e membro do Rugido do Amanhecer.

### Os Dez Mandamentos
Zeldris「ゼルドリス」:
Zeldris é o irmão mais novo de Meliodas, guerreiro de elite do Clã dos Demônios, que também é o representante do rei dos demônios e, com a vontade dele, pode usar o poder do rei dos demônios como um membro e atual líder dos Dez Mandamentos e executor do Rei dos Demônios. Representando o mandamento da Piedade, qualquer um que lhe vire as costas tornar-se-á servo do Rei Demônio e de seu representante.
Sua aparência é idêntica à de Meliodas, o que os difere são apenas a forma da marca demoníaca e o cabelo preto de Zeldris, o qual sempre leva consigo uma espada de tamanho médio.
Estarossa「エスタロッサ」:
Estarossa é o "irmão do meio" de Meliodas, guerreiro de elite do Clã dos Demônios, servindo diretamente sob o comando do Rei dos Demônios como um membro dos Dez Mandamentos. Representando o mandamento do Amor/Benevolência, qualquer um que tenha ódio na presença de Estarossa ficará impossibilitado de lutar.
É o mais desenvolvido fisicamente em questões como altura e musculatura, tem um rosto que se assemelha muito com a aparência de Meliodas no cartaz de procurado, tem o cabelo de cor prata. Possui uma personalidade calma e serena, raramente expressa raiva ou ódio. Foi descoberto recentemente no mangá que Estarossa, na verdade, era todo este tempo, o quarto arcanjo Mael, e que seu nome provinha do cachorro curado pela Elizabeth, enquanto Deusa e nomeado por Meliodas, enquanto líder dos dos Dez Mandamentos. Estarossa agora está em um conflito de identidades, pois ao absorver o mandamento do amor, sua personalidade angelical entrou em colapso. Quem o havia tornado um demônio foi o Gowther original, pai da marionete Gowther, usando todo seu poder para mudar a mente de todos as formas de vida partindo da alteração da mente da existência mais forte, Mael. Tornou-se perceptível, ao decorrer dos mangás, que Estarossa não tinha um mentor (assim como Meliodas tinha Chandler e Zeldris tinha Cusack), além de ser o único que se havia desenvolvido fisicamente. Tendo absorvido 4 mandamentos ao total até o capítulo 278, contabilizado a partir dos mandamentos do amor, pureza (Derriere), silêncio (Monspiet) e verdade (Galand), entra em confronto com a marionete Gowther, King e Diane, para punir a todos que lhe tiraram aquilo que lhe era mais precioso.
Galand「ガラン」:
Galand, guerreiro de elite do Clã dos Demônios, servindo diretamente sob o comando do Rei dos Demônios como um membro dos Dez Mandamentos. Representando o mandamento da Verdade, qualquer um que mentir na presença de Galand terá seu corpo transformado em pedra. Somente aqueles que estiverem cientes de que estão mentindo serão afetados.
Possui um corpo comprido e magro, sempre vestindo algo que se parece uma armadura vermelha com uma grande joia verde no peito, com o design do capacete parecido com o que o cavalheiro sagrado Golgius usava, possui uma personalidade orgulhosa, sempre confiante e querendo enfrentar o inimigo sozinho usando como arma uma alabarda. Foi petrificado ao fugir e ser punido pelo seu próprio mandamento, ao enfrentar o Pecado do Leão do Orgulho, Escanor, que contabilizava mais de 50 mil de poder.
Dolor/Balor/Drole「ドロール」:
Dolor, guerreiro de elite do Clã dos Demônios e, servindo diretamente sob o comando do Rei dos Demônios como um membro dos Dez Mandamentos, foi o rei do clã dos gigantes, considerado até um Deus para os gigantes. Representando o mandamento da Paciência, quanto mais frustrado seu oponente, mais forte Dolor ficará.
Fundador do clã dos gigantes, e, diferente deles, possui quatro braços e o seu rosto está sempre coberto com algo que se parece um pano laranja para não mostrar seu olho mágico, sem contar sua pele de cor de safira. De sua história aparenta que ele sempre foi o mais alto, com quatro braços, pele cor de safira, ele sofria preconceitos por ser diferente dos outros gigantes. Seu motivo de entrada aos mandamentos foi a frustração por perder por um só golpe de Zeldris, assim perdendo seu orgulho.
Melascula/Merascylla「メラスキュラ」:
Melascula, guerreira de elite do Clã dos Demônios, servindo diretamente sob o comando do Rei dos Demônios como um membro dos Dez Mandamentos. Representando o mandamento da Fé, qualquer um que mostrar infidelidade em sua presença terá seus olhos em chamas.
Possui uma aparência jovem, quase como uma adolescente, na maioria das vezes envolvida pela matéria escura do peito para baixo e às vezes apresenta uma personalidade psicopata.
Gloxinia「グロキシニア」:
Gloxinia, guerreiro de elite do Clã dos Demônios, servindo diretamente sob o comando do Rei dos Demônios como um membro dos Dez Mandamentos. Representando o mandamento do Repouso, os efeitos do seu mandamento ainda são desconhecidos.
Apesar de sua aparência nos enganar, ele é do gênero masculino, tem o cabelo vermelho e possui grandes asas que se assemelham com as de uma borboleta e quando não está batalhando ele está envolvido por tentáculos. Sem contar que ele é o primeiro Rei das Fadas. Seu motivo de entrada para os mandamentos é que um grupo de humanos chega oferecendo ajuda, depois descobre que era uma armadilha e estes matam quase todas as fadas.
Monspiet「モンスピート」:
Monspiet, guerreiro de elite do Clã dos Demônios, servindo diretamente sob o comando do Rei dos Demônios como um membro dos Dez Mandamentos. Representando o Mandamento da Reticência, os efeitos do seu mandamento são desconhecidos.
Tem o cabelo de cor castanho escuro e um bigode característico. Está sempre usando uma capa que cobre o seu corpo inteiro, apenas deixando de fora o seu rosto e por baixo está envolvido pela matéria demoníaca, a todo o tempo anda ao lado de Derriere, querendo sempre protegê-la.
Derriere「デリエリ」:
Derriere, guerreira de elite do Clã dos Demônios, servindo diretamente sob o comando do Rei dos Demônios como um membro dos Dez Mandamentos. Representando o Mandamento da Pureza, os efeitos do seu mandamento são desconhecidos.
O cabelo de Derriere é louro e espetado, possui um corpo tonificado e aparentemente não gosta de usar roupas, alegando que atrapalha sua movimentação, por isso sempre está nua, com apenas a matéria demoníaca a qual cobre parte de seu braço esquerdo, sua bochecha esquerda, os seios, a cintura e a perna direita. Possui uma personalidade apática e rude, sendo impaciente em algumas vezes e sempre diz a frase "ケ ツ か ら 言 っ て" (ketsu kara itte), que significa algo como "pulando para conclusão" ou "em outras palavras".
Grayroad「グレイロード」:
Grayroad, guerreira de elite do Clã dos Demônios, servindo diretamente sob o comando do Rei dos Demônios como um membro dos Dez Mandamentos. Representando o Mandamento do Pacifismo, qualquer um que matar alguém em sua presença, terá seu tempo de vida roubado e envelhecerá rapidamente até a morte.
Grayroad é a mutação de um Demônio Cinza, possui o corpo todo envolvido pela própria matéria demoníaca e possui vários rostos de demônio cinza espalhados pelo corpo com cada um tendo a capacidade de falar independentemente.
Fraudrin 「フラウドリン」:
Fraudrin, guerreiro de elite do Clã dos Demônios, servindo diretamente sob o comando do Rei dos Demônios como um membro dos Dez Mandamentos. Representando o Mandamento da Abnegação, as condições para a sua ativação ainda são desconhecidos, mas os que são afetados perdem suas memórias, sentimentos e a própria noção de quem são.
Ficou muito tempo com a aparência de Dreyfus e influenciou Hendrickson, ele causou a ira de Meliodas ao destruir Danafor, mesmo sendo banido com todos os outros demônios, ele e um demônio vermelho conseguiram escapar, mas, ainda não se sabe como.
Gowther 「ゴウセル」:
Gowther, já foi um membro dos Dez Mandamentos, representava o mesmo mandamento de Fraudrin, a Abnegação. Foi confirmado pelo próprio Fraudrin de que se ele morresse, o seu mandamento voltaria a Gowther.
Meliodas 「メリオダス」:
Meliodas, já foi um membro e ex-líder dos Dez Mandamentos, representava o Mandamento do amor. Após trair o Clã dos Demônios seu Mandamento foi passado para seu "irmão do meio", Estarossa.

### Os Quatro Arcanjos
Ryudoshiel「リュドシェル」:
Ludociel, ou como é conhecido Ryudoshiel. Líder do grupo de elite do Clã das Deusas e irmão mais velho de Mael, também um arcanjo. Ele é detentor da graça (bençãos concedidas pela Divindade Suprema) Sentou, apesar de ninguém saber o que ela é capaz de fazer.
Orgulhoso é a palavra que o define, aparenta ser gentil e bondoso, mas só aparenta, pois tem um humor insano. Tem longos cabelos pretos, olhos que aparentam estar sempre fechado como os de Guila, e físico bem definido, além de quatro belas asas brancas.
Ele foi responsável pela Stigma, a união dos clãs das Deusas, Fadas, Gigantes e Humanos contra o Clã dos Demônios.
Sariel「サリエル」:
Detentor da Graça, Tatsumaki traduzido como "Tornado. Ele ajudou Elizabeth a 3.000 anos atrás a libertar Derrieri e Monspiet de suas formas Indra.
Atualmente ressurgiu possuindo uma menina, logo após fazer um trato de curá-la de sua doença. Esteve aprisionado no bandolim de sua receptáculo.
Tem cabelos verdes em "tigela", dois pares de asas duas grandes e duas pequenas, corpo de criança e sua receptáculo tem a mesma descrição.
Bondoso e gentil.
Tarmiel「タルミエル」:
Ou Talmiel ou Thaumiel.
Detentor da Graça, Taikai traduzido como "Oceano". Ele ajudou Elizabeth a 3.000 anos atrás a libertar Derrieri e Monspiet de suas formas Indra.
Atualmente ressurgiu possuindo um monge sacrilégio, que havia morrido após o torneio de Belo, feito por Dolor e Gloxinia.
Sua forma original é de um homem alto e de físico definido, com três cabeças e três pares de asas, e seu receptáculo tem cabelos verdes em "tigela" e por cima dos olhos.
Um pouco orgulhoso mas bondoso.
Mael「マエル」:
Não se sabe muito de Mael como Mael, mas sim como Estarossa.
Detentor da Graça, Tayou, o mesmo poder de Escanor. E antes mesmo de ser Estarossa era apaixonado por Elizabeth, e tinha raiva e rancor de Meliodas.
Seus cabelos eram grandes como os de Ludoshel.

### Outros personagens
Rei Demônio「魔神王」:
Ele é o principal líder e criador dos Dez Mandamentos, introduzido atualmente como o antagonista principal da série. Ele é o governante do Clã dos Demônios, assim como aquele que escolheu os Dez Mandamentos e lhes concedeu seus Mandamentos. Ele também é o pai de Meliodas e Zeldris, dois dos mais poderosos demônios e os dois mandamentos mais fortes.
Liz「リズ」:
Grande amor de Meliodas durante sua época como cavaleiro em Danafor. Não há muita informação sobre Liz, ela também foi um cavaleira (ou amazona) sagrada e, por pertencer a outro clã, foi capturada e entregue como escrava ao reino onde Meliodas servia. Foi condenada à morte mas Meliodas intercedeu em seu favor, enfrentando a todos de seu reino. Assim, com o tempo, apesar de só confiar em si mesmo, Liz acaba se rendendo ao bom coração de Meliodas.
Hawk「ホーク]:
Hawk é somente usado para fins de comédia ou para ser um portal para o purgatório. O fandom usa-o como uma piada (que ele é todo-poderoso), já que ele é o personagem mais fraco. Ele pode se transformar em várias formas se ele comer carne de uma criatura, mas é temporário.
Elaine「エレイン」:
Fada guardiã e protetora da Fonte da Juventude Sagrada da Floresta das Fadas. Irmã mais nova de King e amada de Ban. Elaine assim como todas as fadas aparenta ser uma criança. Tem cabelo loiro e curto que atinge seu pescoço. Ela é mostrada como sendo uma menina gentil, atenciosa e tolerante.
Bartra Liones「バルトラ・リオネス」:
É o décimo primeiro rei do reino de Liones e foi mantido em cativeiro pelos Cavaleiros Sagrados após o golpe de Estado. Sempre correto e preocupado com o bem estar de seu povo, buscou sobremaneira manter a paz dentro de seu reino e com os reinos vizinhos. Possui o dom de ver o futuro e, em uma de suas visões, teve imagens da Guerra Santa, a qual buscará evitar a qualquer custo para não haver um grande derramamento de sangue e sacrificar vidas inocentes.
Margaret Liones「マーガレット・リオネス」:
Irmã mais velha de Verônica e de Elizabeth. Primeira princesa de Liones, sempre doce e amável, é protegida desde criança por seu amigo Gilthunder, filho do mais respeitado cavaleiro do reino de Liones, o grão mestre paladino Zaratras.
Verônica Liones「ベロニカ・リオネス」:
Irmã de Elizabeth e segunda princesa de Liones. Sendo a mais voluntariosa e aventureira dentre as irmãs, sendo sempre protegida fielmente pelo cavaleiro sagrado Griamore, filho do grão mestre paladino Dreyfus.
Gilthunder「ギルサンダー」:
Cavaleiro sagrado, foi escudeiro e amigo antigo de Meliodas além de protetor da princesa Margaret. Gilthunder é um jovem cordial e leal. Tem cabelos rosa. Porta uma clássica espada medieval e sua força e poder estão centrados em raios e trovões.
Howzer「ハウザー」:
Cavaleiro sagrado amigo de Gilthunder e que se apaixona por um dos Sete Pecados Capitais: Diane. Howzer é um jovem aventureiro e presunçoso. Porta uma espécie de lança do tamanho de uma espada e sua força e poder estão centrados no vento.
Dreyfus「ドレファス」:
Grão mestre dos cavaleiros sagrados, irmão do grão mestre morto Zaratras. Dreyfus é um cavaleiro poderosíssimo, contudo, é possuído pelo demônio Fraudin.
Hendrickson「ヘンドリクセン」:
Grão mestre dos cavaleiros sagrados amigo e aprendiz de Dreyfus, amigo de Zaratras e druida, muito influenciado por Fraudin ao ser temporariamente possuído por ele.
Helbram「ヘルブラム」:
É um cavaleiro sagrado, Mestre de Guila, subordinado do grão mestre Hendrickson e melhor amigo do King, mesmo depois de trair King e morrer por seu amigo, ele acaba voltando apenas como espírito para King. Também é uma fada.
Guila「ギーラ」:
Aprendiz de cavaleiro, cavaleira da nova geração amiga de Jericho. Seu poder está centrado em explosões com fogo. Tem um irmãozinho chamado Zeal, ao qual sempre busca proteger quando não está prestando serviços como cavaleira ao seu reino.
Jericho「ジェリコ」:
Cavaleira da nova geração, amiga de Guila. Tem como forte ambição ser mais forte que seu irmão, o qual já é um cavaleiro sagrado.
Arthur Pendragon「アーサー・ペンドラゴン」:
Atual rei de Camelot, aprendiz e protegido de Merlin e grande fã de Meliodas, não consegue controlar seu poder.
Griamore「グリアモール」:
Filho de Dreyfus e fiel protetor da princesa Verônica. Seu poder está centrado em formar um círculo de magia em que se protege ou onde se prende os inimigos.
Cain Barzad「ケイン＝バルザド」:
Cavaleiro Sagrado de Danafor conhecido também como Barzad Flamejante. Como sugere seu nome, seu poder concentra-se no uso do fogo sob várias formas.
Matrona「マトローナ」:
Guerreira e chefe da tribo dos gigantes, mentora de Diane.

## Mídia

### Mangá
Escrito e ilustrado por Nakaba Suzuki, Nanatsu no Taizai começou a ser publicado com um capítulo piloto one-shot em 22 de novembro de 2011 na revista Weekly Shōnen Magazine na quinquagésima segunda edição do ano. O mangá começou a ser uma seria na quadragésima quinta edição da revista, lançada em 10 de outubro de 2012. Os capítulos foram compilados em dezesseis volumes tankōbon, com o último lançado em 12 de agosto de 2015. O primeiro dos três arcos da história planejada foi concluído no centésimo capítulo e Suzuki projetou a série para uma duração de vinte a trinta volumes.
A edição especial da Weekly Shōnen Magazine que foi publicada em 19 de outubro de 2013, contou com um pequeno crossover entre Nanatsu no Taizai e Fairy Tail do autor Hiro Mashima, onde cada artista desenhou um yonkoma (mangá de quatro células) das outras séries. O capítulo do crossover de dezassete páginas foi publicado nas quartas e quintas edições combinadas da revista de 2014, que foi lançada em 25 de dezembro de 2013. Uma série de spin-off cómica intitulada Mayoe! Nanatsu no Taizai Gakuen! (七つの大罪学園, lit. "Mayoe! Academia dos Sete Pecados Capitais") foi lançada na edição de setembro da revista Bessatsu Shōnen Magazine' em 9 de agosto de 2014. Nakaba escreveu um one-shot para a edição de novembro de 2014 do mangá shōjo na revista Nakayoshi, lançada em 3 de outubro de 2014. Ele também criou uma one-shot cômica que descreve como Meliodas e Hawk se encontraram pela primeira vez, lançada na edição da revista Magazine Special em 20 de outubro de 2014. Em 24 de fevereiro a 10 de maio de 2015, dois mangás spin-offs foram escritos por Nakaba e lançado no aplicativo de smartphone e tablet Manga Box. Naku na, Tomo yo (泣くな 友よ, lit. "Não Chore, Meu Amigo") narra sobre a infância de Hendrickson e Dreyfus, enquanto Gilthunder no Shinjitsu (ギルサンダーの真実, lit. "A Verdade de Gilthunder") foi ambientada após a luta de Byzel no arco Festival, seguido após Gilthunder.
A série foi licenciada na América do Norte pela Kodansha Comics USA, que publicou o primeiro volume em 11 de março de 2014. e lançada simultaneamente em inglês pela plataforma digital de streaming Crunchyroll em mais de cento e setenta países.

### Anime
Em abril de 2014, na vigésima edição da Weekly Shōnen Magazine foi anunciado que Nanatsu no Taizai seria adaptado para anime. A série estreou nos canais MBS e Japan News Network em 5 de outubro de 2014 às 17 horas. A equipa foi revelada na trigésima sexta e sexta edição do ano, revelando que o anime seria produzido pelo estúdio A-1 Pictures, com direção de Tensai Okamura, argumento de Shōtarō Suga (Rinne no Lagrange) e com Keigo Sasaki (Blue Exorcist) como desenhista e Hiroyuki Sawano como compositor da banda sonora. A primeira abertura foi cantada por Ikimono-gakari e a segunda por Man with a Mission, enquanto o primeiro tema de encerramento é uma colaboração entre as bandas Flow e Granrodeo, o segundo encerramento foi interpretado por Alisa Takigawa.
Um OVA intitulado Ban no Bangai-hen (バンの番外編, O Capítulo Adicional de Ban) foi incluído na edição limitada do décimo quinto volume do mangá, lançado no dia 17 de junho de 2015. O segundo OVA composto por nove curtas humorísticas foi lançado na edição limitada do décimo sexto volume do mangá, em 12 de agosto de 2015.
Em 28 de julho de 2015 foi anunciado uma dublagem em português do Brasil do anime feita no Rio de Janeiro pelo estúdio Alcateia Audiovisual, com direção de Flávia Saddy. O anime foi lançado pela Netflix em mini séries de uma revisão do mangá ao mesmo tempo em que o anime ja havia lançado pela Weekly Shōnen no Japão, só então na data de 28 de julho em que a animação (anime) começou a ser produzido como conteúdo original do catálogo em novembro do mesmo ano. Também incluem negociações para emissoras de televisão e home-video. A segunda temporada do anime foi anunciada em 16 de julho de 2017 e estreou dia 13 de janeiro de 2018 no Japão e simultaneamente na Netflix japonesa. Sua data de estreia no Brasil está prevista para o dia 15 de outubro de 2018, com direção de dublagem de Jorge Vasconcellos.

#### Elenco
| Personagem       | Seiyū                                                           | Dublador(a) |
| ---------------- | --------------------------------------------------------------- | --- |
| Meliodas         | Yūki Kaji                                                       | Fabrício Vila Verde |
| Elizabeth        | Sora Amamiya                                                    | Erika Menezes Vitória Crispim (2ª temporada) |
| Hawk             | Misaki Kuno                                                     | Pamella Rodrigues |
| Diane            | Aoi Yūki                                                        | Flávia Saddy |
| Ban              | Tatsuhisa Suzuki                                                | Mckeidy Lisita |
| King             | Jun Fukuyama                                                    | Marcelo Garcia Renan Ribeiro (2ª temporada) |
| Gowther          | Yūhei Takagi                                                    | Charles Emmanuel |
| Merlin           | Maaya Sakamoto                                                  | Miriam Ficher Georgea Rodrigues (ep. 3) Carolina Iecker (forma real - criança)                                                                                             |
| Escanor          | Tomokazu Sugita                                                 | Francisco Júnior |
| Gilthunder       | Mamoru Miyano                                                   | Marcos Souza |
| Howzer           | Ryōhei Kimura                                                   | Renan Freitas |
| Griamore         | Takahiro Sakurai                                                | Léo Rabelo |
| Gustaf           | Makoto Furukawa                                                 | João Cappelli (1ª temporada) Gabriel Reis (2ª temporada) |
| Jericho          | Marina Inoue                                                    | Sylvia Salustti |
| Guila            | Mariya Ise                                                      | Priscila Amorim Paula Martinez (2ª temporada) |
| Veronica         | Hisako Kanemoto                                                 | Flávia Fontenelle |
| Margaret         | Nana Mizuki                                                     | Izabel Lira |
| Baltra           | Rintarō Nishi                                                   | Luiz Carlos Persy |
| Arthur           | Sachi Kokuryū                                                   | Gustavo Pereira (1ª-3ª temporadas) Eduardo Drummond (4ª temporada) |
| Elaine           | Kotori Koiwai                                                   | Bruna Laynes (1ª temporada) Lhays Macêdo (2ª-) |
| Slader           | Shin'ichirō Miki                                                | Reginaldo Primo |
| Jillian          | Erika Sawai                                                     | Ana Lúcia Menezes |
| Hendrickson      | Yūya Uchida                                                     | Raphael Rossatto |
| Dreyfus          | Katsuyuki Konishi                                               | Márcio Dondi (1ª temporada) Jorge Vasconcellos (2ª-) |
| Helbram/Aldrich  | Ryōtarō Okiayu (como Aldrich) Hiroshi Kamiya (forma verdadeira) | Márcio Simões (como Aldrich, 1ª temporada) Milton Parisi (como Aldrich, 3ª temporada) Gustavo Nader (forma verdadeira, 1ª temporada) Pedro Crispim (forma verdadeira, 2ª-) |
| Zaratras         | Rikiya Koyama                                                   | Daniel Müller |
| Deathpierce      | Yōhei Azakami                                                   | Malta Júnior |
| Galand           | Hiroshi Iwasaki                                                 | Duda Ribeiro |
| Melascula        | M.A.O                                                           | Karen Nunes |
| Zeldris          | Yūki Kaji                                                       | Marcus Júnior (1ª voz) José Leonardo (2ª voz) |
| Mael/Estarossa   | Hiroki Tōchi                                                    | Duda Espinoza |
| Fraudrin         | Katsuyuki Konishi                                               | Jorge Vasconcellos (como Dreyfus) Clécio Souto (forma verdadeira) |
| Gloxinia         | Yūsuke Kobayashi                                                | Jeane Dantas (2ª temporada) Wagner Follare (3ª-) |
| Drole            | Daisuke Ono                                                     | Márcio Simões |
| Monspeet         | Kenjirō Tsuda                                                   | Marcus Jardym |
| Derieri          | Ayahi Takagakii                                                 | Carol Crespo |
| Grayroad         | Kōji Yusa                                                       | Eduardo Borgerth |
| Vivian           | Minako Kotobuki                                                 | Fernanda Baronne Amanda Borghetti (2ª temporada) |
| Liz              | Sora Amamiya                                                    | Gabriela Medeiros Hannah Buttel (2ª temporada) |
| Matrona          | Rina Satō                                                       | Roberta Nogueira (1ª voz e 3ª voz) Mariana Leblanc (2ª voz) |
| Gerheade         | Sumire Morohoshi                                                | Isabelle Cunha |
| Puora            | Shōgo Yano                                                      | Matheus Perissé |
| Ludociel         | Akira Ishida                                                    | Marco Antônio Costa |
| Sariel           | Shun Horie                                                      | Erick Bougleux |
| Tarmiel          | Satoshi Tsuruoka                                                | Nando Sierpe |
| Rei Demônio      | Shōzō Iizuka                                                    | Guilherme Lopes |
| Cusack           | Jouji Nakata                                                    | Luiz Feier Motta |
| Chandler         | Shinshū Fuji                                                    | Júlio Chaves (1ª voz) Élcio Romar (2ª voz) |
| Nadja Liones     | Momo Asakura                                                    | Naiaama Belle |
| Demônio Original | Toshihiko Seki                                                  | Maurício Berger |
| Gelda            | Yuko Kaida                                                      | Luísa Viotti |
| Wild             | Mamoru Miyano                                                   | Fernando Mendonça |
| Narrador         | Rintarō Nishi                                                   | Philippe Maia |

#### Abertura e encerramento

##### Abertura
- 1ª Temporada (Do episódio 1 ao 12) - Música: Netsujou no Spectrum; Banda: Ikimono Gakari
- 1ª Temporada (Do episódio 13 ao 24 e OVA) - Música: Seven Deadly Sins; Banda: Man with a Mission
- Temporada Especial: Sinais da Guerra Santa - Música: Classic; Banda: MUCC
- 2ª Temporada - Música: Howling; Banda: Flow x GRANRODEO
- 2ª Temporada - Música: ame ga furu kara niji ga deru; Banda: Sky Peace

##### Encerramento
- 1ª Temporada (Do episódio 1 ao 12) - Música: 7-Seven; Banda: Flow x GRANRODEO
- 1ª Temporada (Do episódio 13 ao 24 e OVA) - Música: Season; Cantora: Alisa Takigawa
- Temporada Especial: Sinais da Guerra Santa - Música: Iroasenai Hitomi; Cantora: Alisa Takigawa
- 2ª Temporada - Música: Beautiful; Cantora: Anly
- 2ª Temporada - Música: Chikai; Cantora: Sora Amamiya

### Outras mídias
Duas light novels baseadas em Nanatsu no Taizai foram publicadas; Nanatsu no Taizai -Gaiden- Sekijitsu no Ōto Nanatsu no Negai (七つの大罪　―外伝―　昔日の王都　七つの願い) escrita por Shuka Matsuda, foi lançada em 17 de dezembro de 2014 e Nanatsu no Taizai: Seven Days (七つの大罪　セブンデイズ, Nanatsu no Taizai Sebun Deizu?, Os Sete Pecados Capitais: Sete Dias) escrita por Mamoru Iwasa e lançada em 26 de dezembro de 2014.
Uma coleção ilustrada intitulada Nanairo no Tsumi (七色の罪, Arco-Íris do Pecado) e um livro oficial de fãs foram lançados em 17 de fevereiro de 2015, enquanto o manual do anime intitulado Ani-Tsumi (アニ罪, Ani-Pecado) foi lançado em 17 de abril de 2015.
Um jogo intitulado Nanatsu no Taizai Shinjitsu no Enzai (七つの大罪 真実の冤罪, Os Sete Pecados Capitais: Pecado Injusto) foi desenvolvido pela Bandai Namco Games e lançado pela Nintendo 3DS em 11 de fevereiro de 2015.
Um jogo intitulado The Seven Deadly Sins Knights of Britannia foi desenvolvido pela Bandai Namco Games e lançado para PS4 em 09 de fevereiro de 2018..

## Recepção
Em agosto de 2014, os volumes recolhidos de The Seven Deadly Sins tiveram 5 milhões de cópias em circulação. Em Janeiro este número cresceu para 10 Milhões de cópias vendidas. O primeiro volume coletado da série vendeu 38,581 cópias em sua primeira semana, ficando em 13º lugar no desempenho de mangá da Oricon. O segundo volume classificado em 5º lugar vendeu 106,829 cópias na primeira semana, enquanto o terceiro estreou na quarta posição com 135,164 cópias. O décimo segundo volume teve uma das melhores estreias na semana da mangá, vendeu 307,374 ficando em segundo lugar na tabela, apesar do volume nove alcançar o número um em sua primeira semana, vendeu menos. The Seven Deadly Sins foi o nono mangá mais vendido de 2014, com mais de 4,6 milhões de cópias vendidas. Na edição de 2014 de Kono Manga ga Sugoi!, intitulada The Seven Deadly Sins, que pesquisou os gostos das pessoas na indústria de mangá, foi considerada o quinto melhor mangá para os leitores do sexo masculino. A edição foi nomeada para o Prêmio Manga Taishō de 2014, e como a Melhor Banda Desenhada para Jovens no 42º Festival Internacional de banda desenhada de Angoulême acontecido na França.
Os lançamentos dos volumes dois e quatro nos Estados Unidos entraram para a lista New York Times Manga Best Seller na sétima e nona posição. Rebecca Silverman do site Anime News Network classificou o primeiro volume no grau B, e disse que a arte era interessante e a história era "take puro sobre os cavaleiros brilhando em armaduras básicas." Ela viu que a influência de Akira Toriyama em Meliodas foi os mangás shōjo dos anos 1970 nas personagens femininas. Entretanto, Silverman sentiu que a arte teve problemas com perspectiva e comentou que faltava um desenvolvimento na personagem de Elizabeth. Ambos Silverman e Danica Davidson do site Otaku USA disseram que ações pervertidas de Meliodas com Elizabeth, foram utilizadas para o alívio cômico e poderia ser mal interpretado por alguns leitores. Em uma revisão curta, Jason Thompson alegou que a série segue os elementos comuns de mangá shōnen, fazendo suas reviravoltas e tendo um diálogo previsível. Mas ele também disse que gostou de arte e do cenário europeu da série.